# Đại học Hàng không và du hành vũ trụ Nam Kinh
Đại học Hàng không và Du hành vũ trụ Nam Kinh, được biết đến một cách thông tục với tên Nam Hàng (南航), là một trường đại học trọng điểm thuộc Bộ Giáo dục Trung Quốc, là trường đại học hàng đầu trong một số ngành nhất định. Trường tọa lạc ở Nam Kinh, tỉnh Giang Tô, nó được thành lập vào năm 1952 và hiện đang được điều hành bởi Bộ Công nghiệp và Công nghệ thông tin Trung Quốc. Nanhang được xếp hạng trong 250 trường đại học hàng đầu trên thế giới trong Xếp hạng Đại học Thế giới QS cho Cơ khí, Hàng không và Kỹ thuật Sản xuất, và là một trong 200 trường đại học hàng đầu Châu Á.

## Lịch sử
Được thành lập vào tháng 10 năm 1952, là trường Cao đẳng Hàng không Nam Kinh, Nam Hàng được đổi tên năm 1956 thành Viện Hàng không Nam Kinh và năm 1993 với tên hiện tại. Kể từ năm 1952, NUAA đã phát triển từ một trường đại học hướng tới một trường đại học theo định hướng nghiên cứu do Ủy ban Khoa học, Công nghệ và Công nghiệp Quốc phòng quản lý.
Nam Hàng chủ yếu cung cấp các khóa học về khoa học và kỹ thuật, và phấn đấu để tích hợp các khóa học về khoa học ứng dụng, quản lý, nhân văn và khoa học xã hội với chủ đề hàng không, hàng không dân dụng và du hành vũ trụ. Năm 1996, Nam Hàng được vinh danh là một trong 100 trường đại học hàng đầu quốc gia trong thế kỷ 21 thông qua sự lựa chọn cho dự án 211 của Trung Quốc. trực thuộc Bộ Công nghiệp và Công nghệ thông tin của Cộng hòa Nhân dân Trung Hoa.